# 1879년
1879년은 수요일로 시작하는 평년이다.

## 연호
- 청(淸) 광서(光緖) 5년
- 일본(日本) 메이지(明治) 12년
- 응우옌 왕조(阮朝) 뜨득(嗣德) 32년

## 기년
- 류큐(琉球) 쇼타이왕(尚泰王) 32년
- 청(淸) 덕종 광서제(德宗 光緖帝) 5년
- 조선(朝鮮) 고종(高宗) 16년
- 응우옌 왕조(阮朝) 사덕제(嗣德帝) 32년

## 사건
- 류큐 왕국 이 일본 제국에게 합병되어 멸망함

(일본은 오키나와 방언을 사용하지 못하게 하고,
일본어를 사용하도록 오키나와인들에게 강요했다.)

## 탄생

### 1월
- 1월 1일
  - 영국의 소설가 E. M. 포스터. (~1970년)
  - 미국의 영화제작자 윌리엄 폭스. (~1952년)
- 1월 3일 - 리투아니아의 정치가 스테포나스 카이리스. (~1964년)
- 1월 18일 - 프랑스의 군인 앙리 지로. (~1949년)
- 1월 19일
  - 러시아의 혁명가 보리스 사빈코프. (~1925년)
  - 이탈리아의 수학자 귀도 푸비니. (~1943년)
- 1월 20일 - 미국의 무용가 루스 세인트데니스. (~1968년)
- 1월 21일 - 스페인의 극작가 에두아르도 마르퀴나. (~1946년)
- 1월 27일 - 크로아티아의 작곡가 요시프 코소르. (~1961년)

### 2월
- 2월 1일 - 엘살바도르의 정치가 안드레스 이그나시오 메넨데스. (~1962년)
- 2월 4일 - 프랑스의 작곡가 자크 코포. (~1949년)
- 2월 7일 - 프랑스의 작곡가 자크 코포. (~1949년)
- 2월 11일 - 일본의 군인 안도 기사부로. (~1954년)
- 2월 16일 - 덴마크의 화가 올루프 하르트만. (~1910년)
- 2월 22일 - 덴마크의 화학자 요하네스 니콜라우스 브뢴스테드. (~1947년)
- 2월 28일 - 일제강점기의 승려 권상로. (~1965년)

### 3월
- 3월 1일 - 미국의 수학자 로버트 대니얼 카마이클. (~1967년)
- 3월 3일 - 미국의 생화학자 엘머 매콜럼. (~1967년)
- 3월 5일
  - 영국의 경제학자 윌리엄 베버리지. (~1963년)
  - 대한민국의 승려 이태준. (~1973년)
- 3월 8일 - 독일의 화학자 오토 한. (~1968년)
- 3월 10일 - 독일의 법률가 한스 루터. (~1962년)
- 3월 14일
  - 독일의 물리학자 알베르트 아인슈타인. (~1955년)
  - 베트남 응우옌 왕조의 황제 타인타이 황제. (~1954년)
- 3월 19일 - 독일의 작곡가 요제프 하스 (~1960년)
- 3월 24일 - 대한제국과 일제 강점기의 군인 오진영. (~?)
- 3월 27일
  - 헝가리의 정치가 거르버이 샨도르. (~1947년)
  - 카자흐스탄의 백세인 사한 도소바. (~2009년)
- 3월 28일 - 아일랜드의 독립운동가 테런스 맥스위니. (~1920년)

### 4월
- 4월 4일 - 핀란드의 정치가 아이모 카얀데르. (~1943년)
- 4월 9일 - 소련의 정치가 안드리 리비츠키. (~1954년)
- 4월 11일 - 중화민국의 언론가 위유런. (~1964년)
- 4월 13일 - 이탈리아의 수학자 프란체스코 세베리. (~1961년)
- 4월 21일 - 인도네시아의 민족운동가 카르티니. (~1904년)
- 4월 26일 - 영국의 물리학자 오언 윌런스 리처드슨. (~1959년)

### 5월
- 5월 5일 - 리투아니아의 정치가 유르기스 샤울리스. (~1948년)
- 5월 27일 - 독일의 정치가 한스 라머스. (~1962년)
- 5월 28일 - 세르비아의 물리학자 밀루틴 밀란코비치. (~1958년)
- 5월 30일 - 잉글랜드의 화가 버네사 벨. (~1961년)

### 6월
- 6월 20일 - 구니에다 히로시. (~1943년)
- 6월 23일 - 이집트의 여성운동가 후다 샤아라위. (~1947년)

### 7월
- 7월 1일 - 프랑스의 사회운동가 레옹 주오. (~1954년)
- 7월 9일
  - 브라질의 의사 카를루스 샤가스. (~1934년)
  - 이탈리아의 작곡가 오토리노 레스피기. (~1936년)
- 7월 10일 - 대한민국의 독립운동가 김창숙. (~1962년)
- 7월 19일 - 프랑스의 에스페란티스토 외젠 랑티. (~1947년)
- 7월 26일 - 일본의 군인 하타 슌로쿠. (~1962년)

### 8월
- 8월 7일 - 벨라루스의 정치가 표트라 크레체프스키. (~1928년)
- 8월 8일
  - 일본의 군인 데라우치 히사이치. (~1946년)
  - 멕시코 혁명의 주도자 에밀리아노 사파타. (~1919년)
- 8월 15일 - 미국의 배우 에설 배리모어. (~1959년)
- 8월 17일 - 미국의 영화배우 새뮤얼 골드윈. (~1974년)
- 8월 29일 - 대한민국의 승려, 시인, 독립운동가 한용운. (~1944년)
- 8월 31일 - 일본의 123대 천황 다이쇼. (~1926년)

### 9월
- 9월 2일 - 대한민국의 독립운동가, 대한의군참모중장, 특파독립대장 교육가 안중근. (~1910년)
- 9월 6일
  - 독일의 정치가 요제프 비르트. (~1956년)
  - 독일의 군인 아돌프 슈트라우스. (~1973년)
  - 노르웨이의 정치가 요한 뉘고르스볼. (~1952년)
- 9월 13일 - 일본의 군인 사쿠마 쓰토무. (~1910년)
- 9월 14일
  - 미국의 사회운동가 마거릿 생어. (~1966년)
  - 미국의 정치가 프레더릭 메디슨 로버츠. (~1952년)
  - 독일의 군인 카를 하인리히 에밀 베커. (~1940년)
- 9월 20일 - 스웨덴의 배우 빅토르 셰스트룀. (~1960년)
- 9월 27일 - 오스트리아의 수학가 한스 한. (~1934년)
- 9월 29일 - 프랑스의 아나키스트 마리우스 자코브. (~1954년)
- 9월 30일 - 프랑스의 음악가 앙리 카자드쥐. (~1947년)

### 10월
- 10월 2일
  - 미국의 시인 월리스 스티븐스. (~1955년)
  - 일본의 군인 야나가와 헤이스케. (~1945년)
- 10월 5일 - 미국의 병리학자 프랜시스 페이턴 라우스. (~1970년)
- 10월 7일 - 미국의 노동운동가 조 힐. (~1915년)
- 10월 8일 - 중화민국의 사회운동가 천두슈. (~1942년)
- 10월 9일 - 독일의 물리학자 막스 폰 라우에. (~1960년)
- 10월 10일 - 핀란드의 언론가 에베르트 엘로란타. (~1936년)
- 10월 13일 - 미국의 체조 선수 에드워드 헤니그. (~1960년)
- 10월 15일 - 미국의 배우 제인 다웰. (~1967년)
- 10월 20일 - 일본의 경제학자 가와카미 하지메. (~1946년)
- 10월 29일 - 독일의 정치인 프란츠 폰 파펜. (~1969년)

### 11월
- 11월 1일 - 헝가리의 정치가 텔레키 팔. (~1941년)
- 11월 2일 - 폴란드의 정치가 발레리 스와베크. (~1939년)
- 11월 3일 - 캐나다의 탐험가 빌햐울뮈르 스테파운손. (~1962년)
- 11월 7일 - 러시아 혁명가 출신 구 소련 정치인 레프 트로츠키. (~1940년)
- 11월 10일
  - 아일랜드의 시인, 혁명가 패트릭 피어스. (~1916년)
  - 미국의 시인 바첼 린지. (~1931년)

### 12월
- 12월 3일 - 일본의 문학가 나가이 가후. (~1959년)
- 12월 12일 - 일본의 군인 마쓰다이라 유타카. (~1945년)
- 12월 15일 - 헝가리의 무용가 루돌프 폰 라반. (~1958년)
- 12월 18일
  - 스위스의 화가 파울 클레. (~1940년)
  - 소련의 지도자 이오시프 스탈린. (~1953년)
- 12월 21일 - 소비에트 연방의 정치인 이오시프 스탈린. (~1953년)
- 12월 24일 - 덴마크의 왕비 알렉산드리네 추 메클렌부르크슈베린 대공녀. (~1952년)
- 12월 30일 - 인도의 철학가 라마나 마하르시. (~1950년)

### 미상
- 대한민국의 독립운동가 채응언. (~1915년)
- 대한제국 시대의 독립운동가 이담. (~1955년)
- 대한민국의 독립 운동가 조성환. (~?)
- 조지프 심프슨. (~1939년)

## 사망
- 1월 21일 - 불가리아의 작가 류벤 카라벨로프. (?~)
- 1월 24일 - 독일의 기술자 하인리히 가이슬러. (1814년~)
- 2월 10일 - 프랑스의 화가 오노레 도미에. (1808년~)
- 2월 23일 - 독일의 정치가 알브레히트 폰 론 백작. (1803년~)
- 3월 3일 - 영국의 수학자 윌리엄 킹던 클리퍼드. (1845년~)
- 4월 8일 - 영국의 사회운동가 앤서니 파니치. (1797년~)
- 4월 12일 - 미국의 정치가 윌리엄 매기어 트위드. (1823년~)
- 4월 16일 - 프랑스의 수녀 베르나데타 수비루. (1844년~)
- 5월 5일 - 아일랜드의 정치가 아이작 버트. (1813년~)
- 5월 7일 - 벨기에의 소설가, 작가 샤를 드코스테르. (1827년~)
- 5월 14일 - 그리스의 정치가 에파미논다스 델리요르이스. (1829년~)
- 5월 14일 - 뉴질랜드의 정치가 헨리 슈얼. (1807년~)
- 5월 27일 - 스웨덴의 작가 프레드리카 루네베리. (1807년~)
- 6월 21일 - 조선의 실학자, 지리학자 최한기. (1803년~)
- 8월 27일 - 영국의 교육가 롤런드 힐. (1795년~)
- 10월 7일 - 조선의 역관, 정치인, 사상가 오경석. (1831년~)
- 10월 15일 - 일본의 다이묘 이와키 다카아키. (1863년~)
- 10월 31일 - 미국의 군인 조셉 후커. (1814년~)
- 11월 5일 - 영국의 수학자 제임스 클러크 맥스웰. (1831년~)
- 11월 21일 - 미국의 변호사, 교사 벤저민 프랭클린 머지. (1817년~)
- 11월 27일 - 네덜란드의 외교가 야뉘스 헨리퀴스 돈케르 퀴르티위스. (1813년~)

## 달력
| 1월 |    |    |    |    |    |    |
| 일  | 월 | 화 | 수 | 목 | 금 | 토 |
|     |    |    | 1  | 2  | 3  | 4  |
| 5   | 6  | 7  | 8  | 9  | 10 | 11 |
| 12  | 13 | 14 | 15 | 16 | 17 | 18 |
| 19  | 20 | 21 | 22 | 23 | 24 | 25 |
| 26  | 27 | 28 | 29 | 30 | 31 |    |

| 2월 |    |    |    |    |    |    |
| 일  | 월 | 화 | 수 | 목 | 금 | 토 |
|     |    |    |    |    |    | 1  |
| 2   | 3  | 4  | 5  | 6  | 7  | 8  |
| 9   | 10 | 11 | 12 | 13 | 14 | 15 |
| 16  | 17 | 18 | 19 | 20 | 21 | 22 |
| 23  | 24 | 25 | 26 | 27 | 28 |    |

| 3월 |    |    |    |    |    |    |
| 일  | 월 | 화 | 수 | 목 | 금 | 토 |
|     |    |    |    |    |    | 1  |
| 2   | 3  | 4  | 5  | 6  | 7  | 8  |
| 9   | 10 | 11 | 12 | 13 | 14 | 15 |
| 16  | 17 | 18 | 19 | 20 | 21 | 22 |
| 23  | 24 | 25 | 26 | 27 | 28 | 29 |
| 30  | 31 |    |    |    |    |    |

| 4월 |    |    |    |    |    |    |
| 일  | 월 | 화 | 수 | 목 | 금 | 토 |
|     |    | 1  | 2  | 3  | 4  | 5  |
| 6   | 7  | 8  | 9  | 10 | 11 | 12 |
| 13  | 14 | 15 | 16 | 17 | 18 | 19 |
| 20  | 21 | 22 | 23 | 24 | 25 | 26 |
| 27  | 28 | 29 | 30 |    |    |    |

| 5월 |    |    |    |    |    |    |
| 일  | 월 | 화 | 수 | 목 | 금 | 토 |
|     |    |    |    | 1  | 2  | 3  |
| 4   | 5  | 6  | 7  | 8  | 9  | 10 |
| 11  | 12 | 13 | 14 | 15 | 16 | 17 |
| 18  | 19 | 20 | 21 | 22 | 23 | 24 |
| 25  | 26 | 27 | 28 | 29 | 30 | 31 |

| 6월 |    |    |    |    |    |    |
| 일  | 월 | 화 | 수 | 목 | 금 | 토 |
| 1   | 2  | 3  | 4  | 5  | 6  | 7  |
| 8   | 9  | 10 | 11 | 12 | 13 | 14 |
| 15  | 16 | 17 | 18 | 19 | 20 | 21 |
| 22  | 23 | 24 | 25 | 26 | 27 | 28 |
| 29  | 30 |    |    |    |    |    |

| 7월 |    |    |    |    |    |    |
| 일  | 월 | 화 | 수 | 목 | 금 | 토 |
|     |    | 1  | 2  | 3  | 4  | 5  |
| 6   | 7  | 8  | 9  | 10 | 11 | 12 |
| 13  | 14 | 15 | 16 | 17 | 18 | 19 |
| 20  | 21 | 22 | 23 | 24 | 25 | 26 |
| 27  | 28 | 29 | 30 | 31 |    |    |

| 8월 |    |    |    |    |    |    |
| 일  | 월 | 화 | 수 | 목 | 금 | 토 |
|     |    |    |    |    | 1  | 2  |
| 3   | 4  | 5  | 6  | 7  | 8  | 9  |
| 10  | 11 | 12 | 13 | 14 | 15 | 16 |
| 17  | 18 | 19 | 20 | 21 | 22 | 23 |
| 24  | 25 | 26 | 27 | 28 | 29 | 30 |
| 31  |    |    |    |    |    |    |

| 9월 |    |    |    |    |    |    |
| 일  | 월 | 화 | 수 | 목 | 금 | 토 |
|     | 1  | 2  | 3  | 4  | 5  | 6  |
| 7   | 8  | 9  | 10 | 11 | 12 | 13 |
| 14  | 15 | 16 | 17 | 18 | 19 | 20 |
| 21  | 22 | 23 | 24 | 25 | 26 | 27 |
| 28  | 29 | 30 |    |    |    |    |

| 10월 |    |    |    |    |    |    |
| 일   | 월 | 화 | 수 | 목 | 금 | 토 |
|      |    |    | 1  | 2  | 3  | 4  |
| 5    | 6  | 7  | 8  | 9  | 10 | 11 |
| 12   | 13 | 14 | 15 | 16 | 17 | 18 |
| 19   | 20 | 21 | 22 | 23 | 24 | 25 |
| 26   | 27 | 28 | 29 | 30 | 31 |    |

| 11월 |    |    |    |    |    |    |
| 일   | 월 | 화 | 수 | 목 | 금 | 토 |
|      |    |    |    |    |    | 1  |
| 2    | 3  | 4  | 5  | 6  | 7  | 8  |
| 9    | 10 | 11 | 12 | 13 | 14 | 15 |
| 16   | 17 | 18 | 19 | 20 | 21 | 22 |
| 23   | 24 | 25 | 26 | 27 | 28 | 29 |
| 30   |    |    |    |    |    |    |

| 12월 |    |    |    |    |    |    |
| 일   | 월 | 화 | 수 | 목 | 금 | 토 |
|      | 1  | 2  | 3  | 4  | 5  | 6  |
| 7    | 8  | 9  | 10 | 11 | 12 | 13 |
| 14   | 15 | 16 | 17 | 18 | 19 | 20 |
| 21   | 22 | 23 | 24 | 25 | 26 | 27 |
| 28   | 29 | 30 | 31 |    |    |    |

### 음양력 대조 일람
| 음력월 | 월건 | 대소 | 음력 1일의 양력 월일 | 음력 1일 간지 |
| ------ | ---- | ---- | -------------------- | ------------- |
| 1월    | 병인 | 대   | 1월 22일             | 을사          |
| 2월    | 정묘 | 대   | 2월 21일             | 을해          |
| 3월    | 무진 | 소   | 3월 23일             | 을사          |
| 윤3월  |      | 대   | 4월 21일             | 갑술          |
| 4월    | 기사 | 대   | 5월 21일             | 갑진          |
| 5월    | 경오 | 소   | 6월 20일             | 갑술          |
| 6월    | 신미 | 대   | 7월 19일             | 계묘          |
| 7월    | 임신 | 소   | 8월 18일             | 계유          |
| 8월    | 계유 | 소   | 9월 16일             | 임인          |
| 9월    | 갑술 | 대   | 10월 15일            | 신미          |
| 10월   | 을해 | 소   | 11월 14일            | 신축          |
| 11월   | 병자 | 대   | 12월 13일            | 경오          |
| 12월   | 정축 | 소   | 1880년 1월 12일      | 경자          |